# مؤسسه فیزیک آمریکا

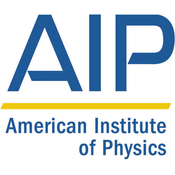

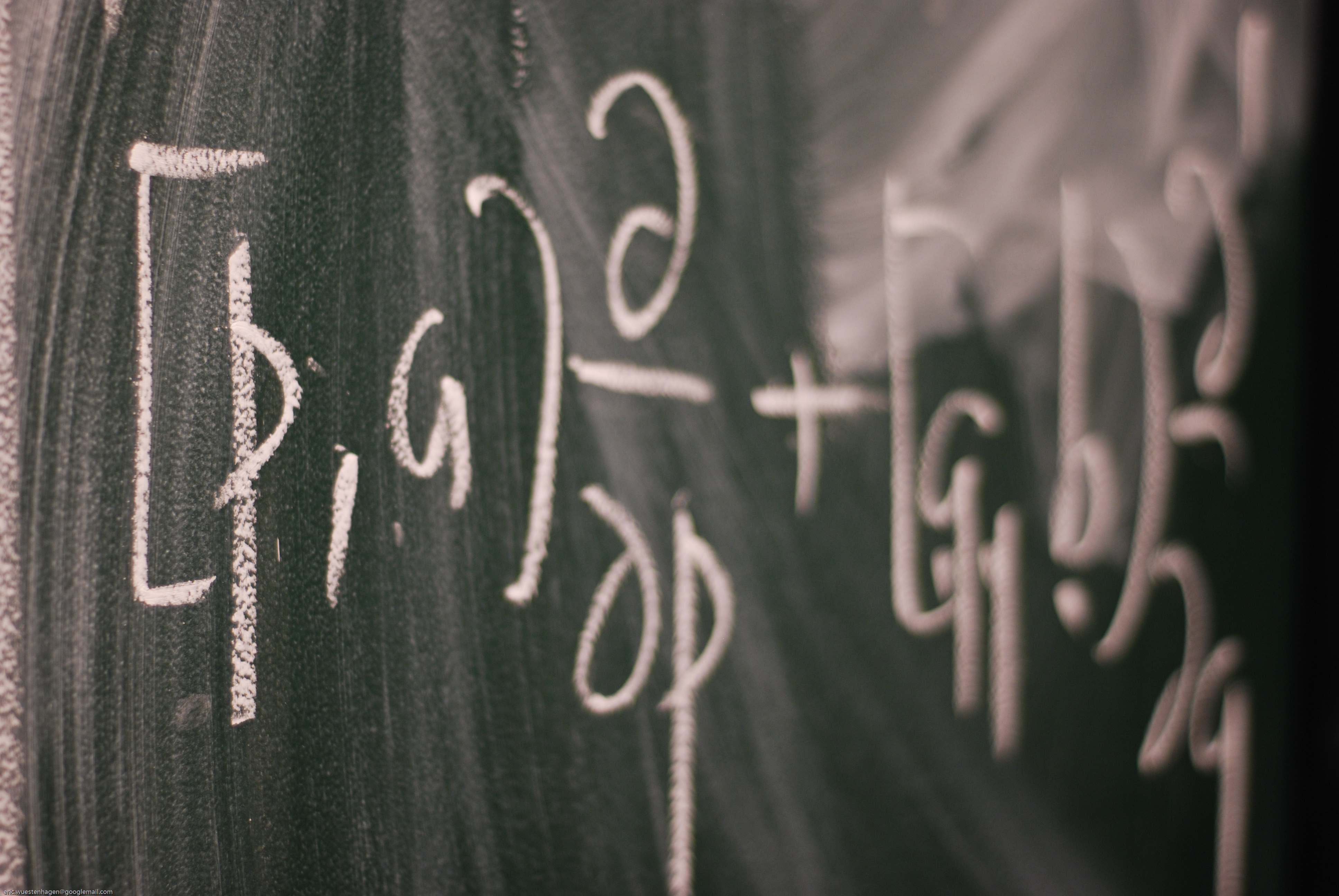

مؤسسه فیزیک آمریکا (به انگلیسی: American Institute of Physics) معروف به اِی آی پی، تأسیس ۱۹۳۱، یک سازمان چتری غیرانتفاعی حرفه‌ای فیزیک در آمریکا است.
هدف از این سازمان، هماهنگی سیاست‌های انجمن‌های عضو می‌باشد، و مرکز آن در مریلند است.

## سازمان‌های عضو
- جامعه فیزیک آمریکا APS
- جامعه آکوستیک آمریکا AAS
- انجمن فیزیک پزشکی آمریکا AAPM
- انجمن مدرسین فیزیک آمریکا AAPT
- جامعه اخترشناسی آمریکا AAS
- انجمن کریستالوگرافی آمریکا ACS
- اتحادیه ژئوفیزیک آمریکا AGU
- AVS: Science & Technology of Materials, Interfaces, and Processing
- جامعه اپتیک آمریکا OSA
- جامعه رئولوژی

## سازمان‌های وابسته
- American Association for the Advancement of Science Section on Physics
- American Chemical Society, Division of Physical Chemistry
- American Institute of Aeronautics and Astronautics
- American Meteorological Society
- American Nuclear Society
- American Society of Civil Engineers
- ASM International: The Materials Information Society
- Astronomical Society of the Pacific
- Biomedical Engineering Society
- Council on Undergraduate Research, Physics & Astronomy Division
- The Electrochemical Society
- Geological Society of America
- IEEE Nuclear & Plasma Sciences Society
- International Association of Mathematical Physics
- International Union of Crystallography
- JCPDS: The International Centre for Diffraction Data
- Laser Institute of America
- Materials Research Society
- Microscopy Society of America
- The National Society of Black Physicists
- The Polymer Processing Society
- Society for Applied Spectroscopy
- SPIE: The International Society for Optical Engineering